# Володарська (Ленінградська область)
Володарська (рос. Володарская) — присілок у Подпорозькому районі Ленінградської області Російської Федерації.
Населення становить 2 особи. Належить до муніципального утворення Вознесенське міське поселення.

## Історія
Згідно із законом від 1 вересня 2004 року № 51-оз належить до муніципального утворення Вознесенське міське поселення.

## Населення
| 1873 | 1905 | 1927 | 1965 | 1997 | 2007 | 2010 |
| ---- | ---- | ---- | ---- | ---- | ---- | ---- |
| 204  | ↗246 | ↘202 | ↘33  | ↘9   | ↘1   | ↗2   |